# Lottiidae
De Lottiidae of dophorens is een familie van weekdieren die behoort tot de clade Patellogastropoda in de klasse der Gastropoda (buikpotigen of slakken). De familie werd door Gray in 1840 benoemd.

## Kenmerken
Ze vertonen meestal een prismatische en geruite, lamelvormige structuur. Net als bij de Acmaeidae, is de binnenzijde van de horen porseleinachtig.

## Taxonomie
- Subfamilie Lottiinae J.E. Gray, 1840
  - Tribus Lottiini
    - Geslacht Lottia Gray, 1833

  - Tribus Scurriini
    - Geslacht Scurria Gray, 1847

- Subfamilie Patelloidinae Chapman et Gabriel, 1923
  - Geslacht Collisella Dall, 1871
  - Geslacht Notoacmea Iredale, 1915
  - Geslacht Nipponacmea Sasaki & Okutani, 1993
  - Geslacht Patelloida Quoy & Gaimard, 1834
  - Geslacht Tectura Gray, 1847
  - Geslacht Discurria Lindberg, 1988
  - Geslacht Erginus Jeffreys, 1877

- Geslachten die onder de familie Acmaeidae vielen in Bouchet & Rocroi (2005) onder de subfamilie Acmaeinae:[2]
  - Geslacht Acmaea Eschscholtz, 1833
  - Geslacht Niveotectura Habe, 1944

- Geslachten die onder de familie Acmaeidae vielen in Bouchet & Rocroi (2005) onder de subfamilie Rhodopetalinae:[2]
  - Geslacht Rhodopetala Dall, 1921
  - Geslacht Actinoleuca Oliver, 1926
  - Geslacht Asteracmea Oliver, 1926
  - Geslacht Atalacmea Iredale, 1915
  - Geslacht Radiacmea Iredale, 1915

## Taxonomie volgens WoRMS

### Onderfamilie
- Lottiinae Gray, 1840

### Geslachten
- Actinoleuca W. R. B. Oliver, 1926
- Asteracmea W. R. B. Oliver, 1926
- Atalacmea Iredale, 1915
- Discurria Lindberg, 1988
- Erginus Jeffreys, 1877
- Lottia Gray, 1833
- Nipponacmea Sasaki & Okutani, 1993
- Niveotectura Habe, 1944
- Notoacmea Iredale, 1915
- Patelloida Quoy & Gaimard, 1834
- Potamacmaea Peile, 1922
- Radiacmea Iredale, 1915
- Scurria Gray, 1847
- Tectura Gray, 1847
- Testudinalia Moskalev, 1966
- Yayoiacmea Sasaki & Okutani, 1993